# Deutsche Minenräumboote
| Deutsches Reich Deutsches Reich | Deutsches Reich Deutsches Reich         | Deutsches Reich Deutsches Reich            | Deutsches Reich Deutsches Reich            |
| ------------------------------- | --------------------------------------- | ------------------------------------------ | ------------------------------------------ |
| Vorkriegsboote                  | 60 t R 1 – R 16                         | 115 t R 17 – R 24                          | 110 t R 25 – R 40                          |
| Baujahr:                        | 1929–1934                               | 1934–1938                                  | 1938–1939                                  |
| Bauwerft:                       | Abeking & Rasmussen; Lürssen            | Abeking & Rasmussen; Lürssen               | Abeking & Rasmussen; Lürssen               |
| Technische Daten                |                                         |                                            |                                            |
| Länge                           | 26 m                                    | 37 m                                       | 35,4 m                                     |
| Breite:                         | 4,4 m                                   | 5,5 m                                      | 5,6 m                                      |
| Tiefgang:                       | 1,2 m                                   | 1,3 m                                      | 1,4 m                                      |
| Verdrängung:                    | 60 t                                    | 115 t                                      | 110 t                                      |
| Bewaffnung:                     | 1 bis 4 × 20-mm-Flak                    | 1 bis 4 × 20-mm-Flak                       | 1 bis 4 × 20-mm-Flak                       |
| Antrieb:                        | 2 MWM-Dieselmotoren zus. 714 PS         | 2 MAN- oder MWM-Dieselmotoren zus. 1836 PS | 2 MAN- oder MWM-Dieselmotoren zus. 1836 PS |
| Antrieb:                        | 1 Hilfsdiesel; 1 Deutz-Diesel-Generator |                                            |                                            |
| Geschwindigkeit:                | 17 kn                                   | 21 kn                                      | 21 kn                                      |
| Bunkerkapazität: Reichweite: .  | 6 m³ 800 sm bei 15 kn                   | 10 m³ 1100 sm bei 15 kn                    | 10 m³ 1100 sm bei 15 kn                    |
| Besatzung:                      | 18                                      | 34                                         | 34                                         |

| Deutsches Reich Vereinigtes Konigreich Deutschland 1946 Deutschland | Deutsches Reich Vereinigtes Konigreich Deutschland 1946 Deutschland      | Deutsches Reich Vereinigtes Konigreich Deutschland 1946 Deutschland      |
| ------------------------------------------------------------------- | ------------------------------------------------------------------------ | ------------------------------------------------------------------------ |
| Kriegsboote                                                         | Aldebaran-Klasse ex R 41 – R 129                                         | Capella-Klasse ex R 130 – R 150                                          |
| Baujahr:                                                            | 1939–1944                                                                | 1943–1944                                                                |
| Bauwerft:                                                           | A&R; Burmester Werft; Schlichting                                        | A&R; Burmester Werft; Schlichting                                        |
| Technische Daten                                                    |                                                                          |                                                                          |
| Länge                                                               | 37,8 m                                                                   | 41,1 m                                                                   |
| Breite:                                                             | 5,8 m                                                                    | wie vor                                                                  |
| Tiefgang:                                                           | 1,4 m                                                                    | 1,6 m                                                                    |
| Verdrängung:                                                        | 125 t                                                                    | 150 t                                                                    |
| Bewaffnung:                                                         | 1 × 20 mm Oerlikon-Flak                                                  | 1 × Doppellafette 20 mm Oerlikon                                         |
| Antrieb:                                                            | 2 MAN-Dieselmotoren zus. 1836 PS 1 Hilfsdiesel; 1 Deutz-Diesel-Generator | 2 MAN-Dieselmotoren zus. 1836 PS 1 Hilfsdiesel; 1 Deutz-Diesel-Generator |
| Geschwindigkeit:                                                    | 20 kn                                                                    | 19 kn                                                                    |
| Bunkerkapazität: Reichweite: .                                      | 10 m³ 1100 sm bei 15 kn                                                  | 11 m³ 1000 sm bei 15 kn                                                  |
| Besatzung:                                                          | 34                                                                       | 38                                                                       |

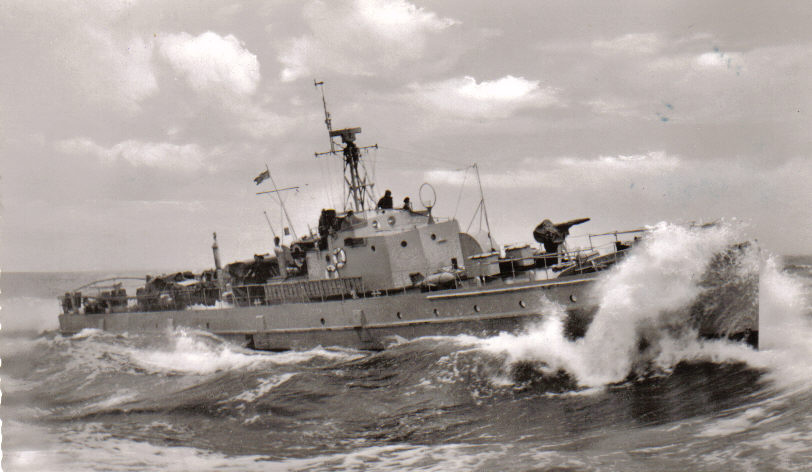
R-Boot der Aldebaran-Klasse

Unter Räumbooten (verkürzt auch R-Boote) versteht man kleine wendige Boote zum Räumen von Minenfeldern im Küstenvorfeld, in Flussmündungen und in flachen Gewässern.

## Entwicklung
Der Typ wurde vor allem in Deutschland entwickelt, nachdem durch den intensiven Einsatz von Seeminen während des Ersten Weltkrieges der Bedarf an Abwehrfahrzeugen offenbar geworden war, der durch die wenigen hochseetauglichen speziellen Minensuchboote nicht gedeckt werden konnte. Für die Räumung von Minen im Küstenvorfeld kamen zunächst vor allem umgerüstete Boote wie Schlepper und Fischereifahrzeuge zum Einsatz. Ab 1915 entwickelte die Kaiserliche Marine speziell für flachstehende Minen motorgetriebene sogenannte FM-Boote (Flachgehende Minenräumboote).
Nach dem Ersten Weltkrieg war es Aufgabe der Reichsmarine, die Seewege im deutschen Verantwortungsbereich von Minen zu säubern. Allein im Winter 1919/20 wurden über 100.000 Minen geräumt. Es handelte sich zum größten Teil um Ankertauminen, aber im Hinblick auf neu entwickelte oder in Entwicklung befindliche Minenarten wie Grundminen, Magnetfeldminen, elektromagnetische Minen, akustische Minen usw. wurden spezielle Boote benötigt und bei der Werftindustrie in Auftrag gegeben. Gefordert wurden dabei Fahrzeuge, die möglichst amagnetisch, wendig und nicht zu groß für den Einsatz in küstennahen Gewässern waren.
Der Typ des Räumbootes wurde in den 1920er Jahren im Wesentlichen von der Werft Abeking & Rasmussen (A&R) in Lemwerder entworfen, und die ersten Boote wurden in den Jahren 1929–1934 (R 1–8) von Lürssen und A&R (R 9–16) gebaut.
Der von den beiden Werften gelieferte Bootstyp entsprach weitestgehend den Forderungen der Reichsmarine. Die Boote waren überwiegend aus Holz gebaut, ein Teil (R 8, R 17–24) mit dem neuartigen Voith-Schneider-Antrieb (VS) versehen. Sie waren sehr wendig und vor dem Räumgeschirr sehr zugstark. Die Forderung nach amagnetischen Materialien für die Motoren usw. konnte erst nach dem Zweiten Weltkrieg bei den Schnellen Minensuchbooten der Schütze-Klasse verwirklicht werden. Jedoch waren die Fahrzeuge mit einer MES-Anlage versehen, welche das Magneteigenfeld stark verringerte.
Die ersten Boote verdrängten 60 t und waren in Kompositbauweise (Stahlspanten mit Holzbeplankung) ausgeführt, sie hatten MWM-Dieselmotoren mit gesamt 714 PS auf zwei Schrauben bzw. Voith-Schneider-Propeller.
In den Jahren 1934 bis 1938 folgten R 17–24 (alle A&R) mit 115 t Verdrängung und 1836 PS.
1938/1939 folgten R 25 – R 40, 110 t Verdrängung mit Schraubenantrieb. Alle Boote waren zur Stromerzeugung für die Räumung von Magnetminen mit einem luftgekühlten Deutz-Dieselaggregat ausgerüstet. Dieses war in einem Gehäuse an Oberdeck installiert.
Mit Beginn des Zweiten Weltkrieges wurde das Bauprogramm stark erweitert, und bis Kriegsende wurden insgesamt 424 Räumboote gebaut, alle im Wesentlichen auf dem gleichen Vorgängertyp basierend. Ein Großteil der Boote wurde wegen rüstungsbedingten Materialmangels mit konventionellen Propellern ausgerüstet, R 41 – 150 erhielten jedoch VS-Propeller. Bauwerften waren A&R Lemwerder, die Burmester Werften in Bremen-Burg und in Swinemünde und die Schlichting-Werft in Travemünde.

## Verwendung

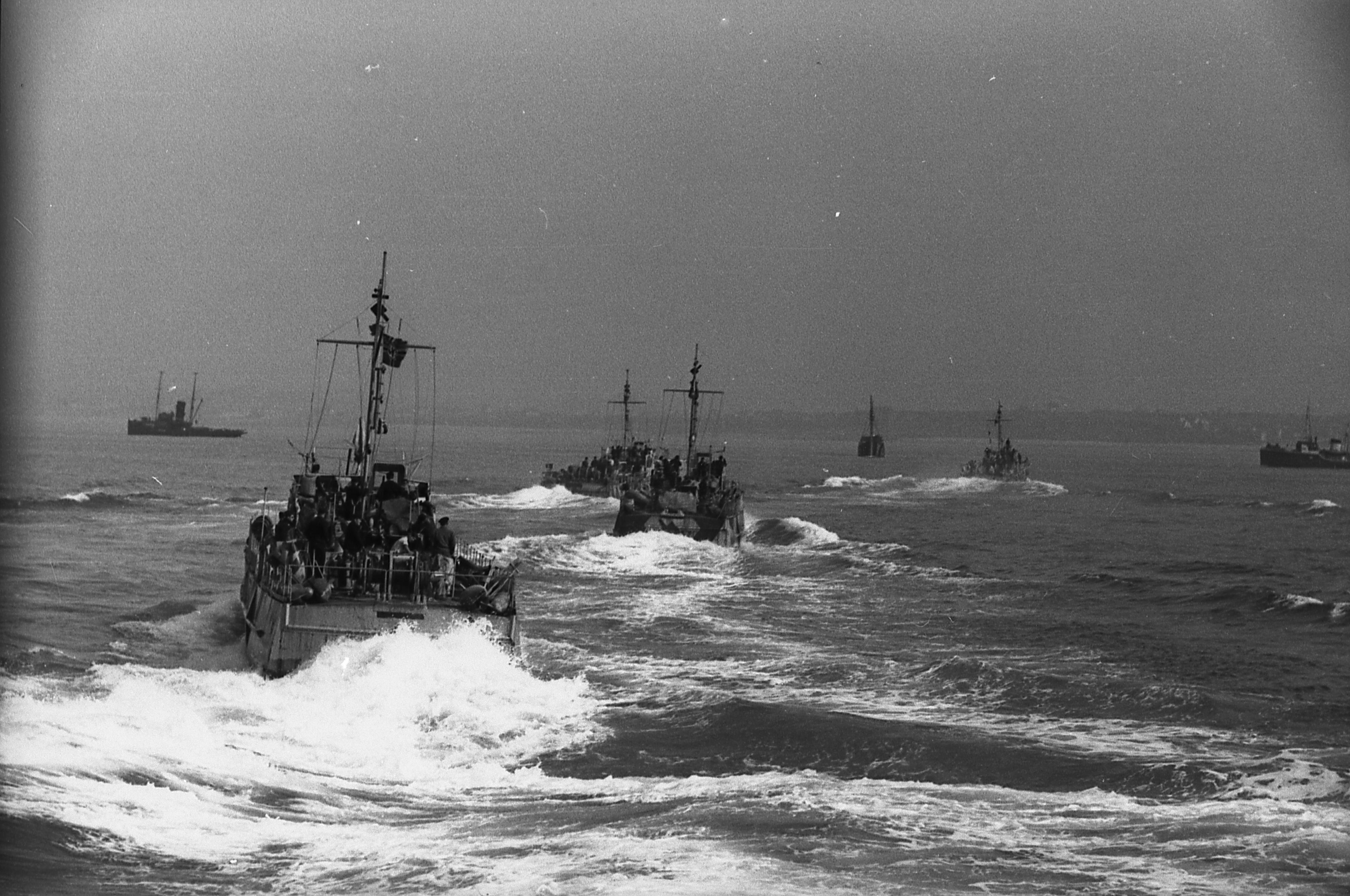
R-Boote im Kriegseinsatz vor der französischen Küste

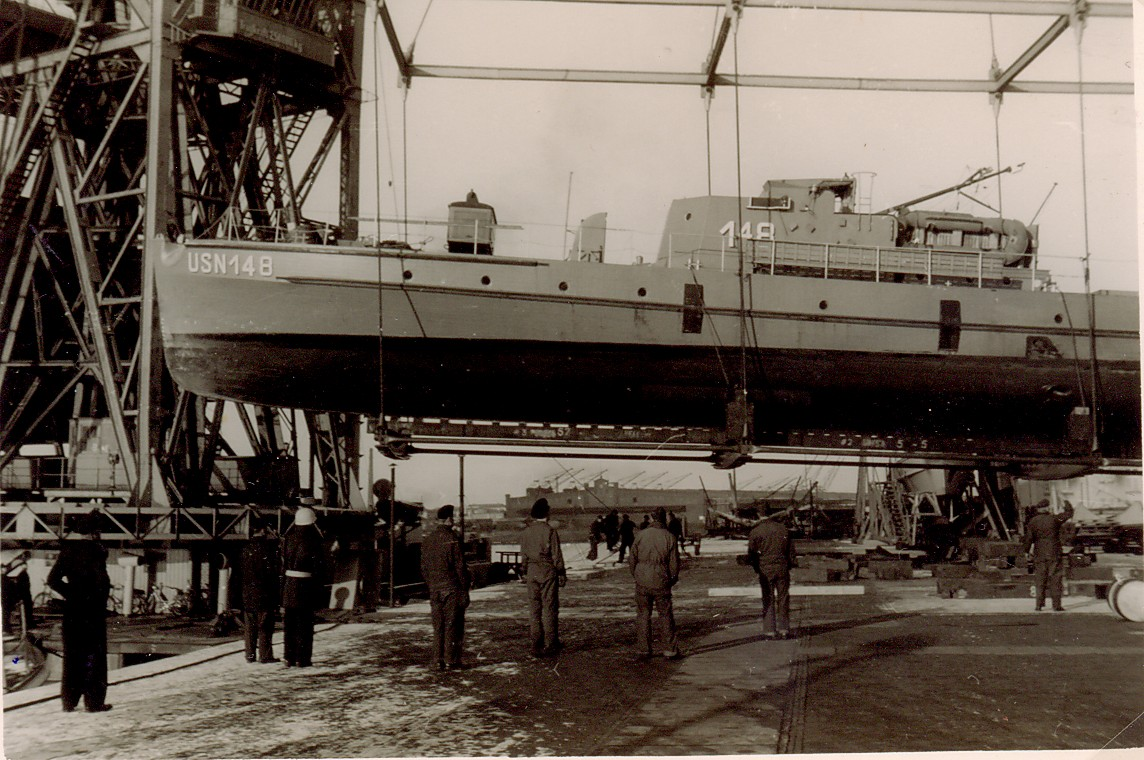
USN 148 Algol am Haken vom Langen Heinrich, Zerstörerkaje (1953)

Die R-Boote erwiesen sich als äußerst robust und vielseitig einsetzbar. Wegen des zunehmenden Mangels an kampfkräftigen Schiffen bei der Kriegsmarine versahen die Räumboote im Laufe des Krieges oft Aufgaben, für die sie nie gedacht waren. So wurden sie vielfach zur Konvoisicherung, als Vorposten, zu Patrouillen oder zur Seerettung eingesetzt.
Die 16 erstgebauten kleinen Vorkriegsboote wurden im Laufe des Krieges auf Binnenwasserstraßen und über Land in das Mittelmeer verlegt. Keines der Boote überlebte den Krieg.
Etwa 140 der größeren Boote überstanden den Krieg und gingen als Kriegsbeute an die Alliierten. Die USA erhielten 48, die UdSSR 45, Dänemark 24, Großbritannien 11, die Niederlande 8 und Norwegen 4. Die Boote wurden zum Teil dort noch eingesetzt und zum Teil an andere Verbündete weitergegeben. So erhielten z. B. auch Italien und Jugoslawien Boote.
Der aus der Kriegsmarine hervorgegangene Deutsche Minenräumdienst setzte die Boote zur Räumung der Minen in der Ostsee, der Deutschen Bucht und den norwegischen Gewässern ein. Einige Boote wurden im Westen an die Wasserschutzpolizeien der Länder übergeben. Ein Boot (R 406) wurde 1948 zum Passagierschiff Arngast für den Inseldienst im Jadebusen und nach Helgoland umgebaut. 1951 wurde es wieder für den Räumdienst bei der LSU reaktiviert (R 154) und kam später zur Bundesmarine zur Marineortungsschule als OT 2.

## Benennung

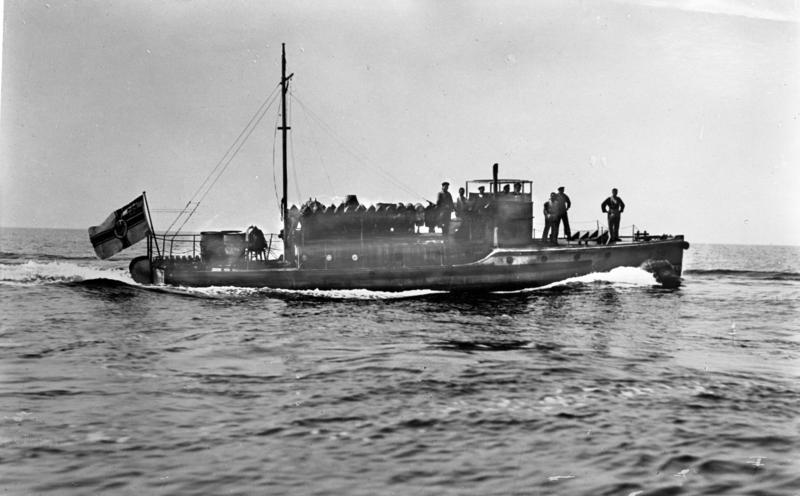
„Flachgehendes Minenräumboot“ FM 38 der Kaiserlichen Marine

In der deutschen Marine war es bis zum Ende des Zweiten Weltkrieges nicht üblich, Booten Namen zu geben. Manche Besatzung gab ihrem Boot inoffizielle Namen, die aber in Marinedokumenten keinen Eingang fanden. Die heute übliche Vorgehensweise, auch Bootsklassen nach dem Namen der ersten in Dienst gestellten Einheit zu benennen, wurde erst nach dem Krieg durch die neu gegründete Bundesmarine eingeführt. Die Räumboote trugen also ursprünglich nicht die hier genannten Klassennamen. Klassen, von denen kein Boot den Krieg überstand, werden im Folgenden nicht behandelt.

## Räumboote der Bundesmarine
Nach Gründung der Bundesmarine 1956 wurden die Räumboote des Deutschen Minenräumdienstes und anderer in der Nachkriegszeit bestehender Seeverbände mit dem Großteil der Besatzungen übernommen. Die Bundesmarine erhielt insgesamt 26 der ehemaligen Räumboote der Kriegsmarine von den Alliierten zurück. Von diesen wurden 20 als 1. und 3. Minensuchgeschwader (MSG) wieder in Dienst gestellt.
Das 1. MSG bestand zunächst aus Booten des 150 t großen R-Boot-Typs der Capella-Klasse. Das 3. MSG erhielt Boote der Aldebaran-Klasse, die 4 m kürzer und 25 t leichter, sonst aber technisch gleich waren. Die beiden Minensuchgeschwader waren die ersten vollständig einsatzbereiten und der NATO assignierten Verbände der Bundesmarine. Beide Geschwader waren in den Jahren bis 1960 ständig mit Minenräumaufgaben im Einsatz, u. a. wurden die Seegebiete um Fehmarn sowie der Öresund und die Belte minenfrei geräumt.
Sechs weitere Boote wurden als Schulboote verwendet, mit der Bezeichnung OT 1 bei der Marineortungsschule, als UW 4, UW 5 und UW 6 bei der Marineunterwasserwaffenschule und als AT 1 und AT 2 bei der Marineartillerieschule.
Die Minenräumboote wurden bis 1963 außer Dienst gestellt. Einige wurden in der Bundesmarine noch einige Zeit stationär für Ausbildungszwecke weiterverwendet, so die Capella bei der Technischen Marineschule II in Bremerhaven. Der Rest wurde ausgesondert und veräußert. Zum Teil wurden sie von Marinekameradschaften als Heimschiffe erworben.
Die Bundesmarine ersetzte die Räumboote durch die „Schnellen Minensuchboote“ der Schütze-Klasse. Sie waren etwas größer, schneller und stärker bewaffnet, entsprachen jedoch vom Konzept her weiterentwickelten Minenräumbooten.

## Räumboote der Volksmarine
| Deutsches Reich Sowjetunion Deutsche Demokratische Republik | Deutsches Reich Sowjetunion Deutsche Demokratische Republik |
| Räumboote Typ R 218                                         | Räumboote Typ R 218                                         |
| ----------------------------------------------------------- | ----------------------------------------------------------- |
| Baujahr:                                                    | 1944–1945                                                   |
| Bauwerft:                                                   | Burmeister und Abeking & Rasmussen                          |
| Technische Daten                                            |                                                             |
| Länge:                                                      | 39,5 m                                                      |
| Breite:                                                     | 5,72 m                                                      |
| Tiefgang:                                                   | 1,8 m                                                       |
| Verdrängung:                                                | 131,4 t                                                     |
| Bewaffnung:                                                 | 2 × 20-mm-Flak                                              |
| Antrieb:                                                    | 2 MWM Dieselmotoren                                         |
| Geschwindigkeit:                                            | 19 kn                                                       |
| Besatzung:                                                  | 31                                                          |

Die Seepolizei der DDR bekam 1950 sechs Räumboote vom Typ R-218 von der Sowjetunion. Dies waren sechs ehemalige Räumboote vom Typ 43 der Kriegsmarine, die auf der Burmester Werft in Burglesum bzw. in Swinemünde und bei Abeking & Rasmussen in Lemwerder gebaut worden waren und der Sowjetunion laut Potsdamer Abkommen als Kriegsbeute zugefallen waren. Bei der Übergabe an die Seepolizei befanden sich die Boote in einem schlechten Zustand und mussten von Grund auf überholt werden.
Von September 1952 bis November 1953 erfüllten sie Räumaufgaben auf der Zufahrt in die Peene, den Greifswalder Bodden und nach Saßnitz. Danach wurden sie bis zu ihrer Außerdienststellung 1956 als Schulboote verwendet.
| Räumboote Typ R 218 | Räumboote Typ R 218 | Räumboote Typ R 218 | Räumboote Typ R 218 | Räumboote Typ R 218 | Räumboote Typ R 218                                                            |
| Bau-Nr.             | Bordnummer          | Bordnummer          | in Dienst           | außer Dienst        | Verbleib                                                                       |
| Bau-Nr.             | bis 1955            | ab 1955             | in Dienst           | außer Dienst        | Verbleib                                                                       |
| ------------------- | ------------------- | ------------------- | ------------------- | ------------------- | ------------------------------------------------------------------------------ |
| R1                  | 511                 | 811                 | 29. Mai 1950        | 1956                | Am 28. März 1957 nordöstlich von Rügen im Adlergrund mit Gasgranaten versenkt. |
| R2                  | 512                 | 812                 | 29. Mai 1950        | 1956                | abgebrochen                                                                    |
| R3                  | 513                 | 813                 | 29. Mai 1950        | 1956                | abgebrochen                                                                    |
| R4                  | 514                 | 814                 | 29. Mai 1950        | 1956                | abgebrochen                                                                    |
| R5                  | 515                 | 815                 | 29. Mai 1950        | 1956                | abgebrochen                                                                    |
| R6                  | 516                 | 816                 | 29. Mai 1950        | 1956                | Abgabe an die GST, Bootsname FREUNDSCHAFT, 1959 abgebrochen                    |

| Deutsche Demokratische Republik    | Deutsche Demokratische Republik                 |
| Räumboote Typ Schwalbe Projekt 508 | Räumboote Typ Schwalbe Projekt 508              |
| ---------------------------------- | ----------------------------------------------- |
| Baujahr:                           | 1953–1958                                       |
| Bauwerft:                          | Thälmann-Werft und Yachtwerft Berlin            |
| Technische Daten                   |                                                 |
| Länge:                             | 28,74 m                                         |
| Breite:                            | 4,45 m                                          |
| Tiefgang:                          | 1,13 m                                          |
| Verdrängung:                       | 63,3 t                                          |
| Bewaffnung:                        | 1× Doppellafette 12,7 mm 1× Doppellafette 25 mm |
| Antrieb:                           | 2 6VD224 Dieselmotoren                          |
| Geschwindigkeit:                   | 11 kn                                           |
| Besatzung:                         | 12                                              |

Im September 1950 löste die Seepolizei beim Zentralen Konstruktionsbüro Berlin einen Auftrag für die Entwicklung und den Bau eines Räumbootes aus. Die Entwicklung und Fertigung der Räumboote vom Typ Schwalbe (Werft-Projektnummer 508) erfolgte in der Thälmann-Werft Brandenburg/Havel. Die ersten sechs Boote wurde in den Jahren 1953 und 1954 ohne Artillerie-Bewaffnung und Räumgerät gefertigt. Diese sechs Boote erhielt der seehydrografische Dienst als Seezeichenkontrollboote. Im Juli 1950 wurde der seehydrografische Dienst der Hauptverwaltung Seepolizei unterstellt. Das nach Wolgast umgezogene Ingenieurbüro Stralsund bekam den Auftrag, gemeinsam mit der Yachtwerft Berlin Bauvorbereitungen für eine große Serie der Räumboote Typ Schwalbe zu treffen.
Der Baubeginn der zweiten Bauausführung war 1954 in der Yachtwerft Berlin. Auch hier gingen die ersten sechs Boote ohne Bewaffnung als Seezeichenkontrollboote an den Seehydrografischen Dienst. Die Yachtwerft Berlin baute von 1955 bis 1958 weitere 36 Räumboote. 1965 wurden neun Boote nach dem Abbau der Räumausrüstung und Aufbau eines zweiten Geschützes hinter der Brücke an die 6. Grenzbrigade Küste (GBK) übergeben. Die Außerdienststellung der ersten Räumboote begann 1968, das letzte Räumboot wurde im Oktober 1981 außer Dienst gestellt.
Die Räumboote mit den Projekt-/Bau-Nummern 508/1 bis 508/6 und 8/1 bis 8/6 waren ohne Bewaffnung von 1953 bis 1955 beim Seehydrografischen Dienst als Seezeichenkontrollboote im Einsatz.
| Bau-Nr. | Name        | in Dienst          | außer Dienst       | Verbleib                                                                     |
| ------- | ----------- | ------------------ | ------------------ | ---------------------------------------------------------------------------- |
| 7       | Aue         | 1. Juni 1955       | 1. Dezember 1968   | abgebrochen                                                                  |
| 8       | Zwickau     | 17. Juni 1955      | 1. Dezember 1968   | abgebrochen                                                                  |
| 9       | Freiberg    | 17. Juni 1955      | 30. September 1965 | abgebrochen                                                                  |
| 10      | Senftenberg | 17. Juni 1955      | 16. Juni 1968      | bis 16.10.1986 Reservistenausbildung und Versorgungsfahrten Oie, abgebrochen |
| 11      | Forst       | 17. Juni 1955      | 30. Dezember 1971  | 1965/66 Schulboot, abgebrochen                                               |
| 12      | Waren       | 1. Juli 1955       | 10. Februar 1973   | 1965/66 Schulboot, ab 1969 6. GBK                                            |
| 13      | Meissen     | 14. September 1955 | 15. Juli 1981      | abgebrochen                                                                  |
| 14      | Görlitz     | 24. September 1955 | 10. Juni 1968      | abgebrochen                                                                  |
| 15      | Kamenz      | 14. Oktober 1955   | 2. November 1970   | 1963/64 Schulboot, abgebrochen                                               |
| 16      | Prenzlau    | 26. Oktober 1955   | ca. 1964           | Umrüstung zum Wachboot für Tansania: „SALAAM“                                |
| 17      | Eisenach    | 16. November 1955  | 2. November 1970   | 1963/64 Schulboot, abgebrochen                                               |
| 18      | Gotha       | 1. Dezember 1955   | 10. Juni 1968      | 1963/64 Schulboot, abgebrochen                                               |
| 19      | Jena        | 2. April 1956      | 15. Juni 1968      | abgebrochen                                                                  |
| 20      | Greiz       | 2. April 1956      | 15. Mai 1981       | abgebrochen                                                                  |
| 21      | Pössneck    | 2. April 1956      | 14. September 1981 | abgebrochen                                                                  |
| 22      | Eisleben    | 2. April 1956      | 1. Dezember 1968   | bis 1985 Wohnboot im WTZ, abgebrochen                                        |
| 23      | Köthen      | 24. April 1956     | 24. Oktober 1981   | abgebrochen                                                                  |
| 24      | Zeitz       | 24. April 1956     | 1. Dezember 1968   | abgebrochen                                                                  |
| 25      | Borna       | 26. Juni 1956      | 21. April 1971     | ab 1965 6. GBK, abgebrochen                                                  |
| 26      | Wurzen      | 26. Juni 1956      | 21. April 1971     | 1963 Schulboot, ab 1965 6. GBK, abgebrochen                                  |
| 27      | Torgau      | 26. Juni 1956      | 21. April 1971     | ab 1965 6. GBK, abgebrochen                                                  |
| 28      | Calbe       | 26. Juni 1956      | 21. April 1971     | ab 1965 6. GBK, abgebrochen                                                  |
| 29      | Stendal     | 12. Juli 1956      | 21. April 1971     | ab 1965 6. GBK, abgebrochen                                                  |
| 30      | Burg        | 12. Juli 1956      | 21. April 1971     | ab 1965 6. GBK, abgebrochen                                                  |
| 31      | Weisswasser | 9. August 1956     | 10. Februar 1973   | abgebrochen                                                                  |
| 32      | Weimar      | 22. Dezember 1956  | 10. Februar 1973   | abgebrochen                                                                  |
| 33      | Anklam      | 22. Dezember 1956  | 15. Oktober 1974   | ab 1965 Schulboot, abgebrochen                                               |
| 34      | Luckenwalde | 5. Februar 1957    | 21. August 1974    | an Peenewerft Wolgast, abgebrochen                                           |
| 35      | Brandenburg | 26. Februar 1957   | 10. Februar 1973   | abgebrochen                                                                  |
| 36      | Nauen       | 20. März 1957      | 30. Dezember 1971  | ab 1964 Schulboot, abgebrochen                                               |
| 37      | Güstrow     | 2. Juni 1957       | 30. Dezember 1971  | ab 1969 6. GBK, abgebrochen                                                  |
| 38      | Sternberg   | 5. Juni 1957       | 1. Februar 1963    | September 1962 Kollision mit britischem Frachter Abbotsfjord und gesunken    |
| 39      | Hagenow     | 11. Juli 1957      | 10. Februar 1973   | ab 1969 6. GBK, abgebrochen                                                  |
| 40      | Ilmenau     | 24. August 1957    | ca. 1964           | Umrüstung zum Wachboot für Tansania: „ARAKA“                                 |
| 41      | Meiningen   | 21. September 1957 | 30. April 1969     | abgebrochen                                                                  |
| 42      | Sonneberg   | 17. Januar 1958    | 21. August 1974    | an Peenewerft Wolgast, abgebrochen                                           |